# Dirphya sanguinicollis
Dirphya sanguinicollis là một loài bọ cánh cứng trong họ Cerambycidae.